# Poligon Nevada

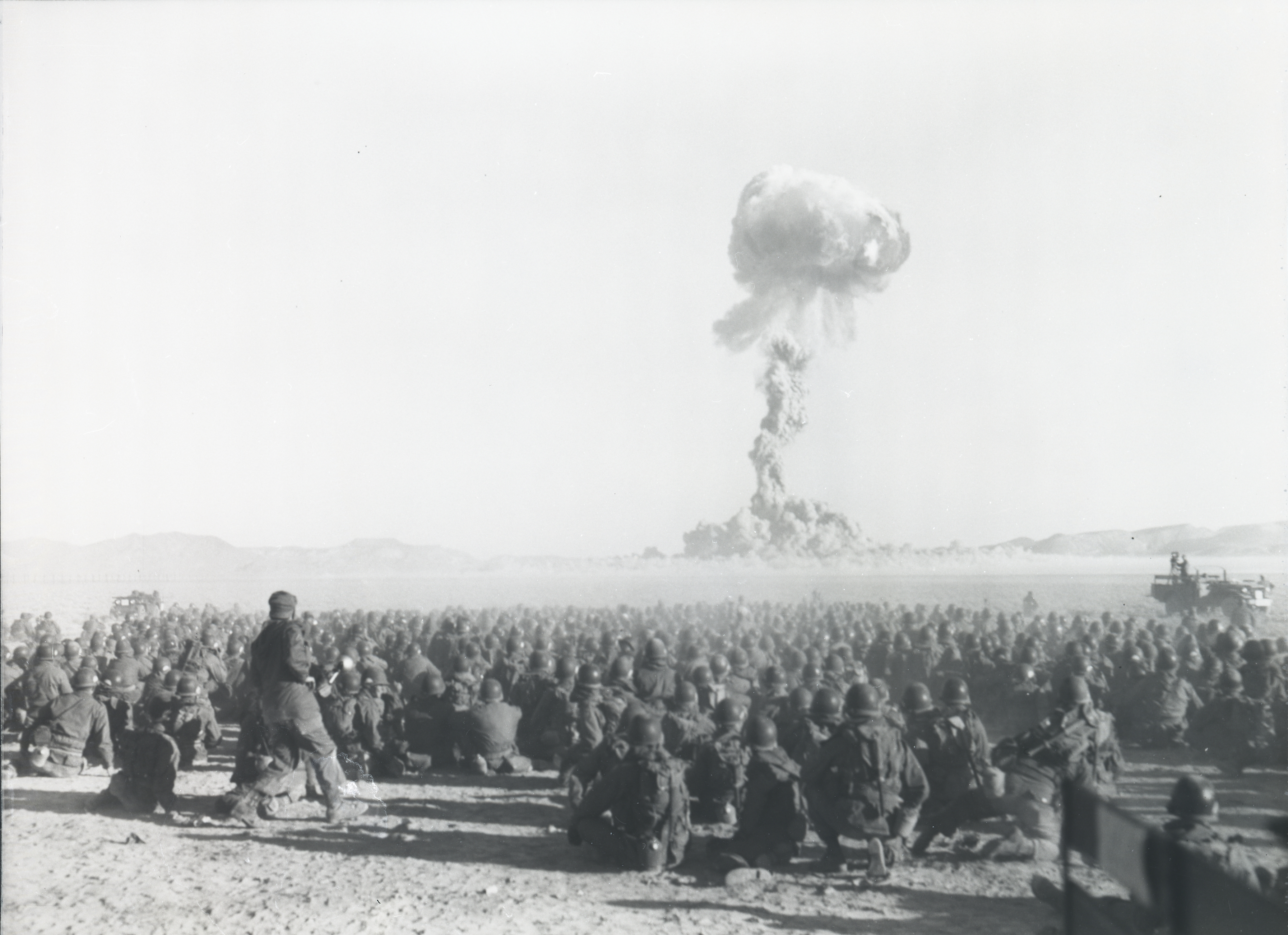
Listopad 1951 roku, próba jądrowa na poligonie Nevada Test Site w ramach Operacji Buster–Jangle. Próba ładunku „Dog” o sile rażenia 21 kiloton. Były to pierwsze amerykańskie ćwiczenia w terenie przeprowadzone na lądzie; widoczne oddziały wojskowe znajdują się w odległości 9,7 km od centrum eksplozji.

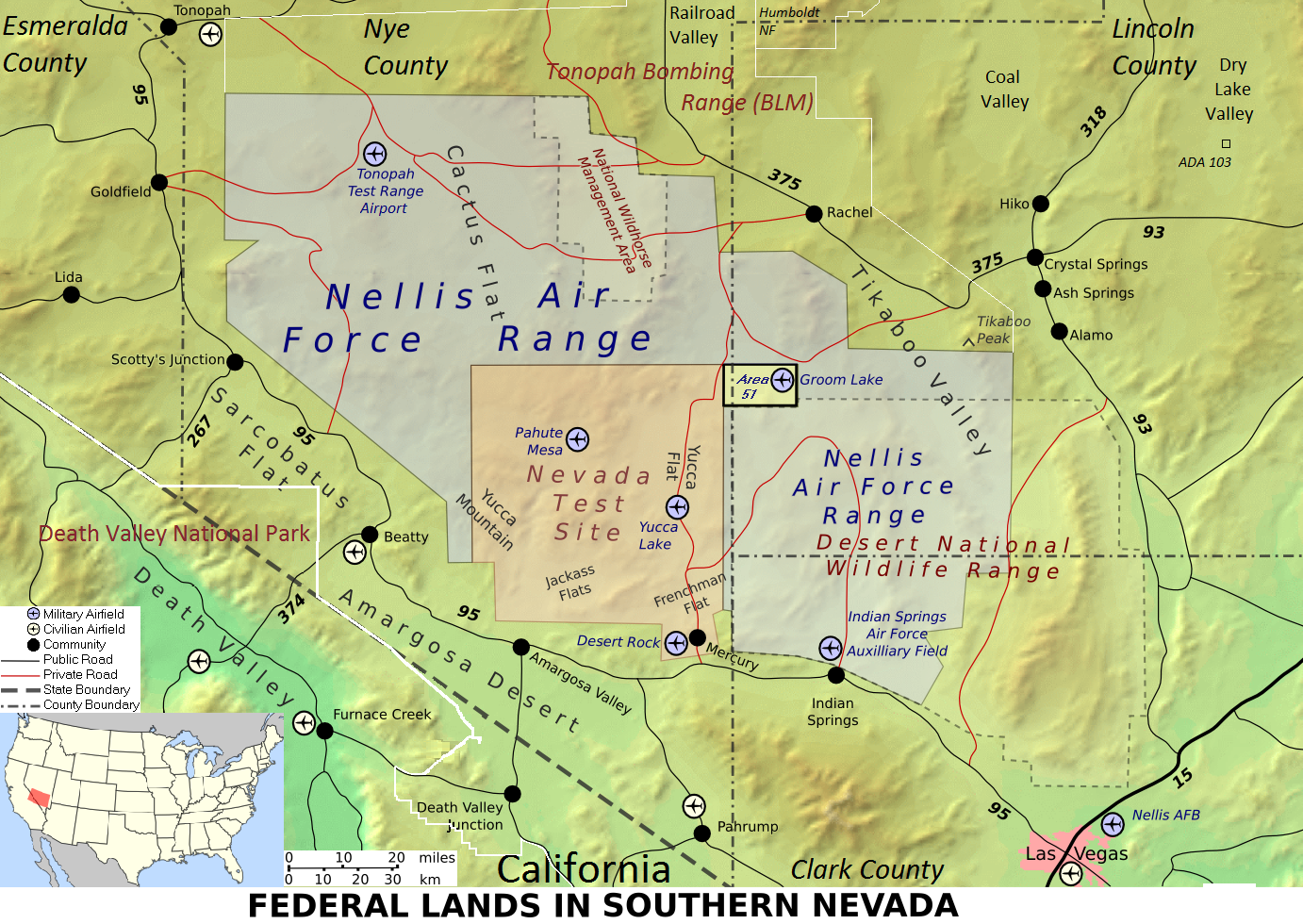
Lokalizacja.

Poligon Nevada (ang. Nevada Test Site) – poligon atomowy leżący około 105 km na północny zachód od Las Vegas w hrabstwie Nye na obszarze Strefy Sił Powietrznych Nellis. Zarządzany przez Departament Energii Stanów Zjednoczonych.
Powstał 11 stycznia 1951 roku w celu testowania broni jądrowej. W przybliżeniu, 3500 km² pustyni i górzystego terenu. Badania rozpoczęły się od zrzucenia bomby o wagomiarze jednej kilotony na Frenchman Flat 27 stycznia tego samego roku. Wykonano tu wiele znanych rejestracji i zdjęć wybuchów nuklearnych. Na potrzeby wojska wybudowano tu:
- 1100 budynków,
- 400 mil (643 km) dróg asfaltowych,
- 300 mil (482 km) dróg gruntowych,
- 10 lądowisk dla helikopterów,
- 2 pasy startowe.

Na południu znajduje się miasteczko Mercury, w którym są laboratoria Los Alamos, Lawrence Livermore i Sandia National Laboratories. Yucca Mountain jest wygodnym miejscem do przechowywaniach odpadów promieniotwórczych. Od roku 2004 oferowane są wycieczki osób cywilnych po bezpiecznych miejscach. Zakazany jest handel i zbieranie pamiątek.
2 czerwca 2006 roku postanowiono rozpocząć testowanie broni konwencjonalnej (Divine Strake). Mimo poparcia George’a W. Busha, Kongres Stanów Zjednoczonych jest niechętny finansowaniu prób atomowych, do czego przychylają się także rządy stanowe Nevady i Utah. Decyzją Kongresu, operacja została bezterminowo zawieszona.

## Galeria

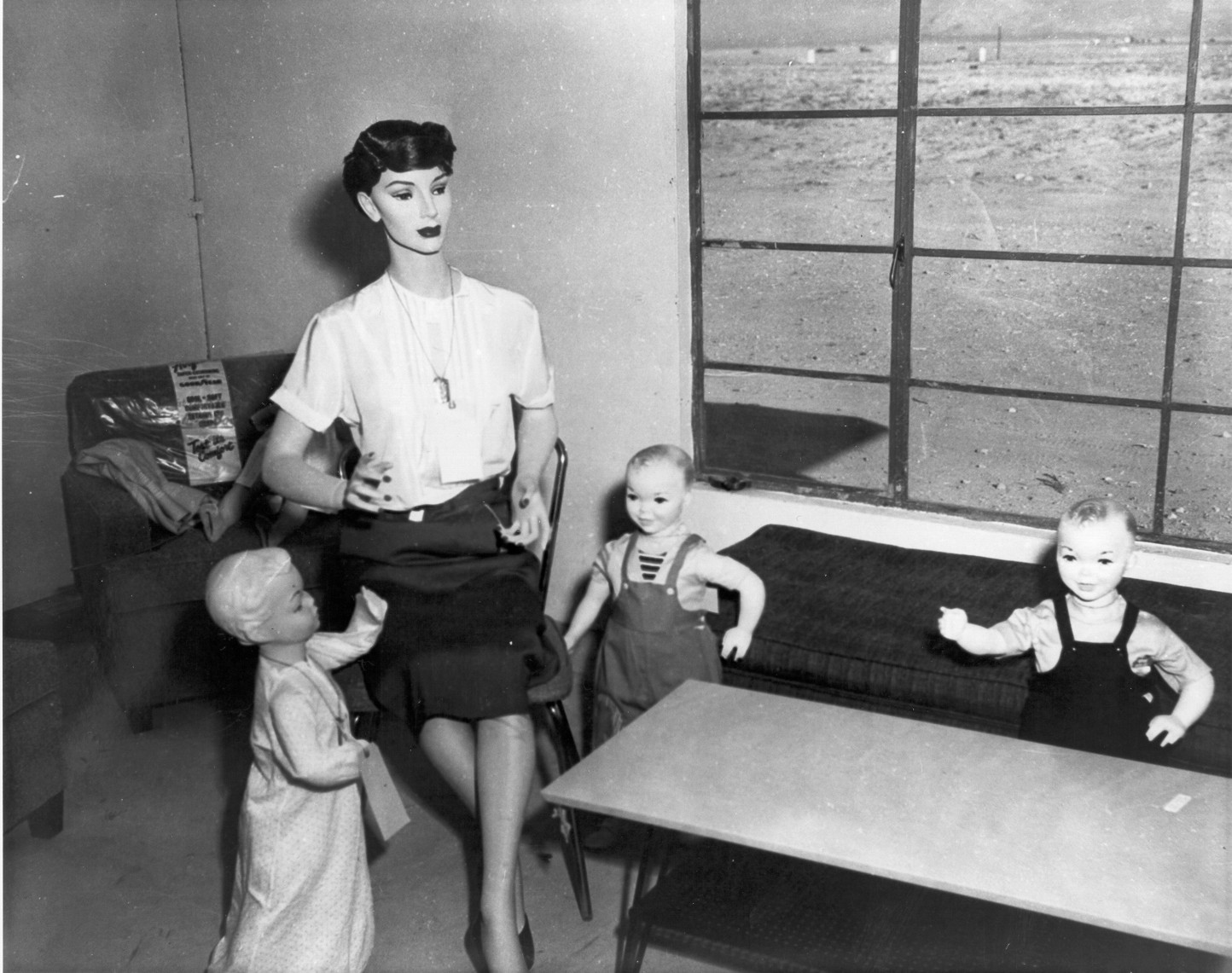
Operacja Doorstep (1953) – manekiny przeznaczone do testów (przed odpaleniem ładunku).
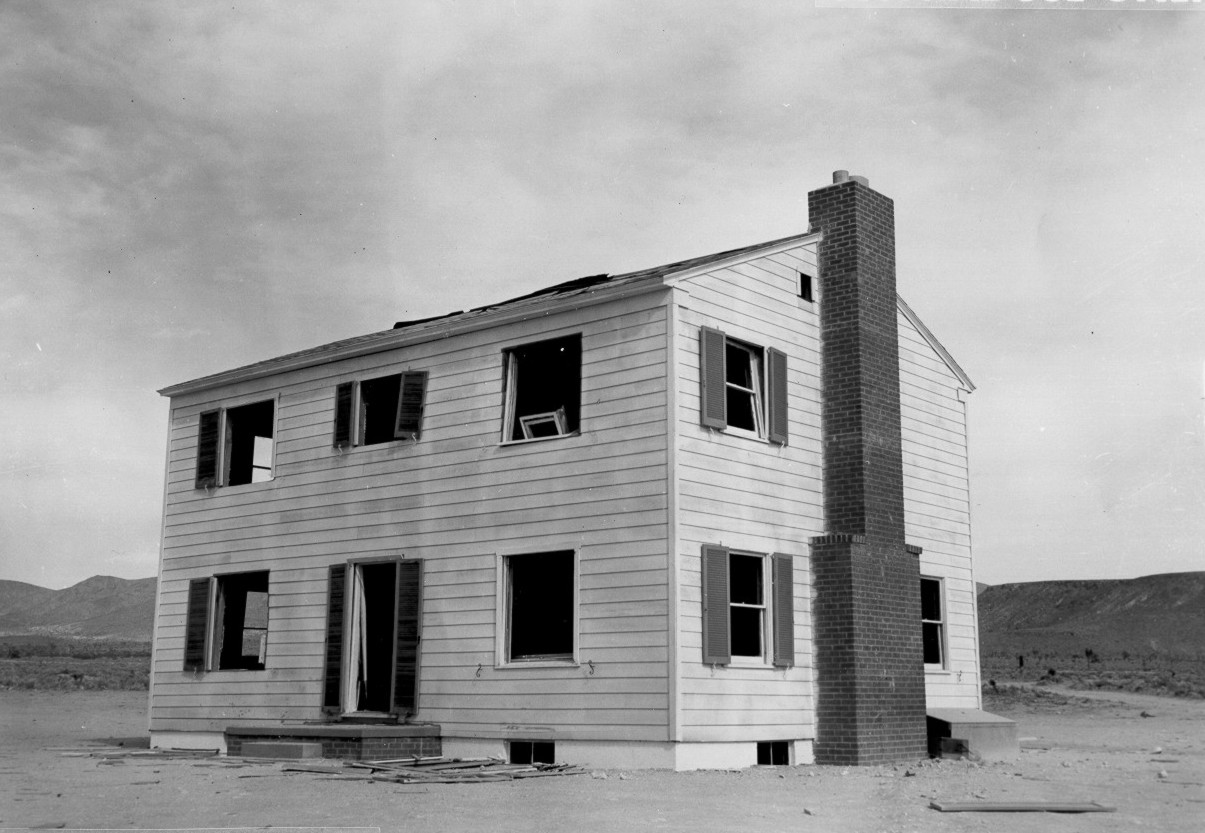
Operacja Doorstep (1953), lekko uszkodzony drewniany dom po eksplozji.
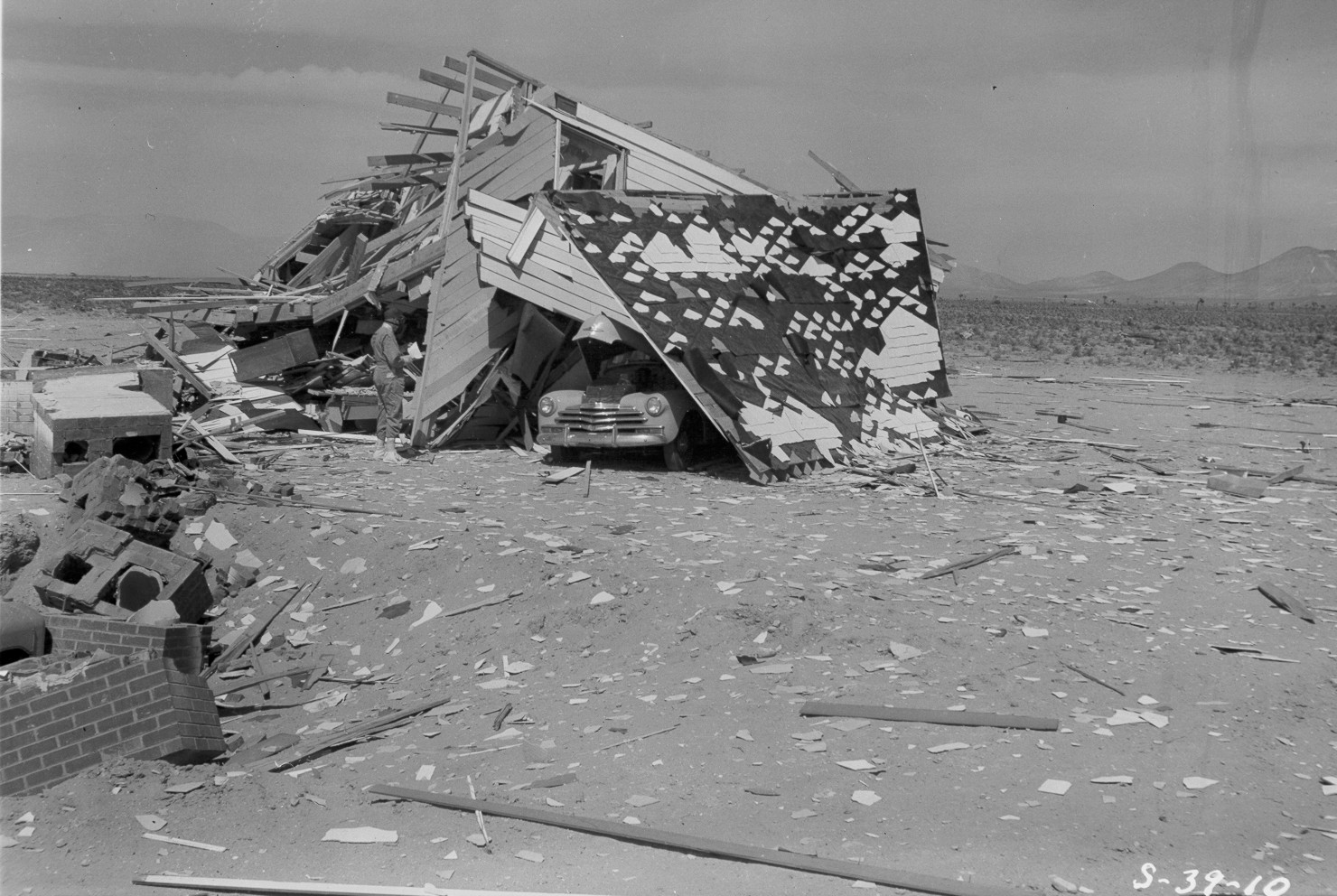
Operacja Doorstep (1953), ruiny drewnianego domu po eksplozji.
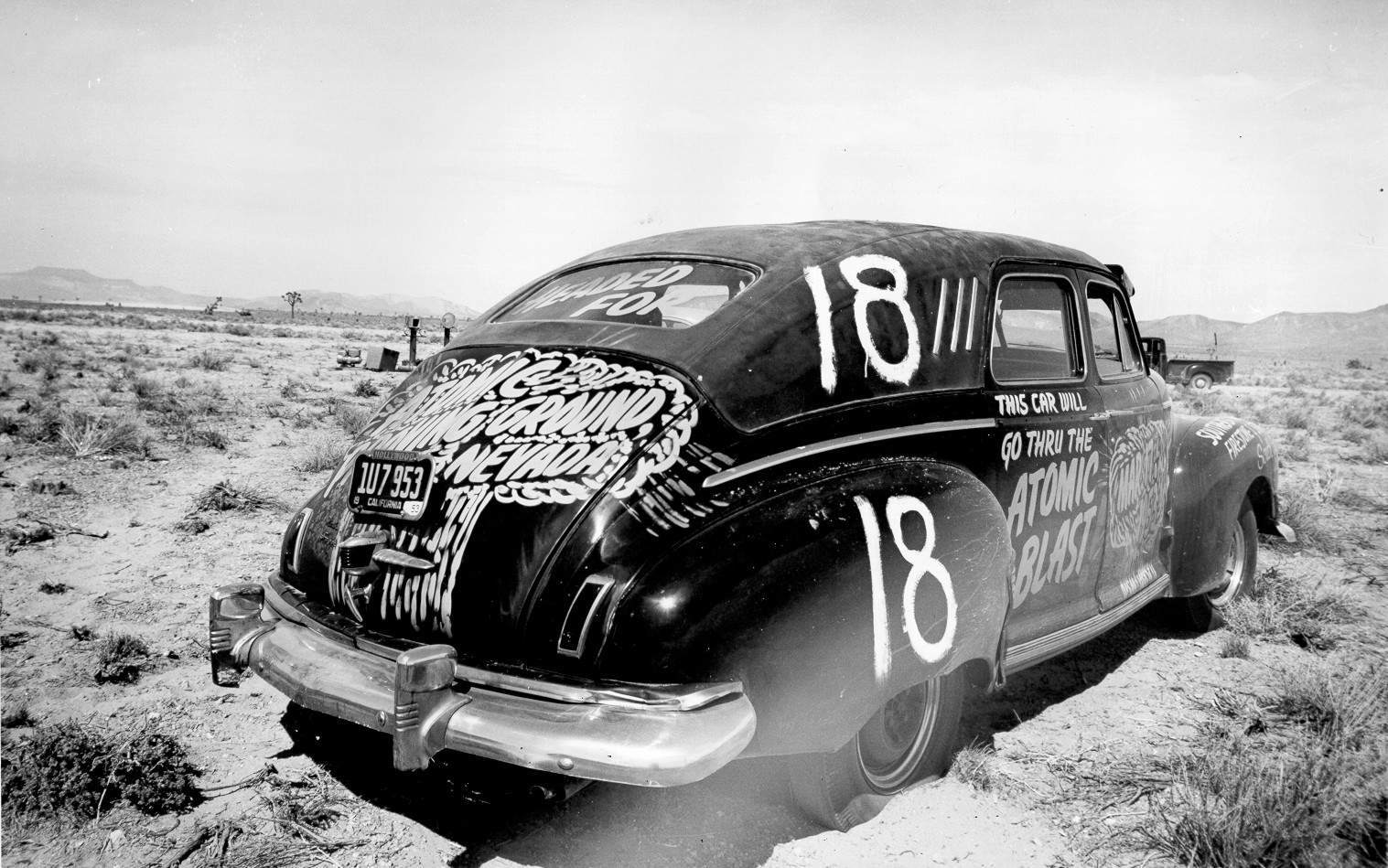
Operacja Doorstep (1953), próbny samochód przed eksplozją.
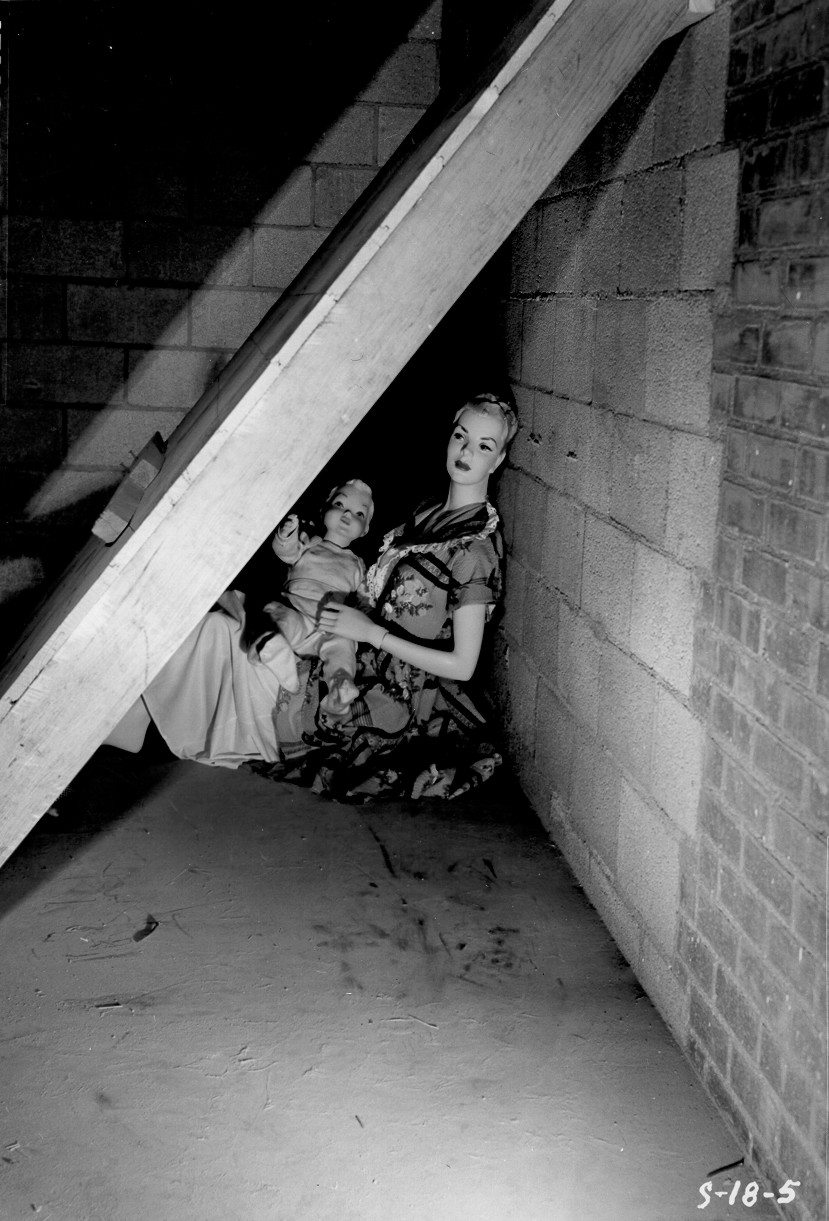
Operacja Doorstep (1953), manekiny w przybudówce piwnicznej przed eksplozją.
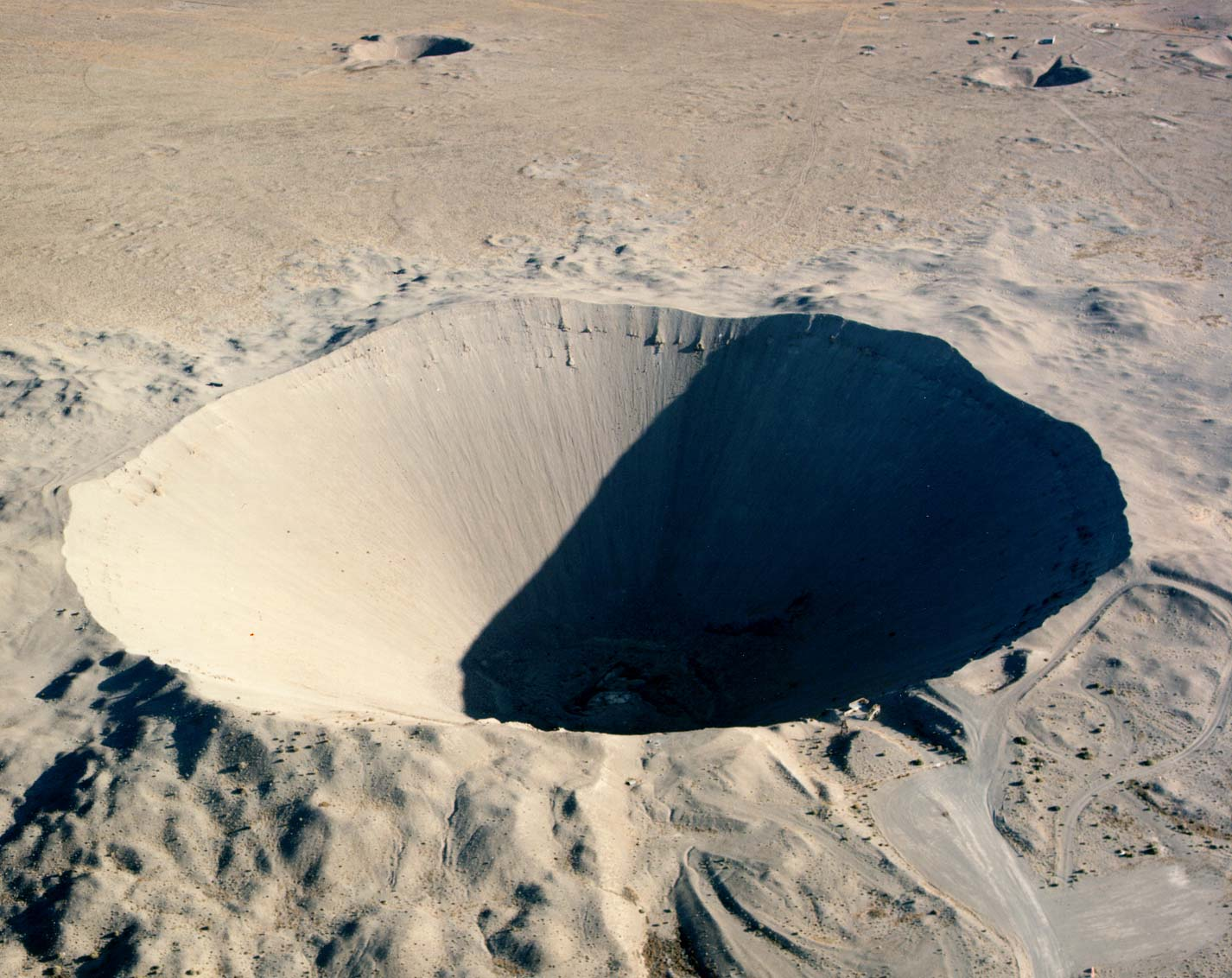
Krater Sedan.